# Dzsong Szangpin
Dzsong Szangpin (Cheonan, 2002. április 1. –) dél-koreai válogatott labdarúgó, az amerikai Minnesota United csatárja.

## Pályafutása

### Klubcsapatokban
Szangpin a dél-koreai Cheonan városában született. Az ifjúsági pályafutását a Cheonan Elementary School és a Daejeon Jungang Elementary School csapatában kezdte, majd a Szuvon Samsung Bluewings akadémiájánál folytatta.
2020-ban mutatkozott be a Szuvon Samsung Bluewings első osztályban szereplő felnőtt keretében. 2022-ben az angol Wolverhampton Wanderershez igazolt. 2022 és 2023 között a svájci Grasshoppers csapatát erősítette kölcsönben. 2023. március 22-én hároméves szerződést kötött az észak-amerikai első osztályban érdekelt Minnesota United együttesével. Először a 2023. április 9-ei, Chicago Fire ellen 2–1-re elvesztett mérkőzés 61. percében, Luis Amarilla cseréjeként lépett pályára. Első gólját 2023. május 7-én, a Vancouver Whitecaps ellen idegenben 3–2-es vereséggel végződő találkozón szerezte meg.

### A válogatottban
Szangpin az U16-os, az U17-es és az U23-as korosztályú válogatottakban is képviselte Dél-Koreát.
2021-ben debütált a felnőtt válogatottban. Először 2021. június 9-én, Srí Lanka ellen 5–0-ás győzelemmel zárult VB-selejtező 72. percében, Kim Sinukot váltva lépett pályára és egyben megszerezte első válogatott gólját is.

## Statisztika
2023. június 25. szerint.
| Klub                      | Szezon   | Bajnokság          | Bajnokság | Bajnokság | Kupa  | Kupa  | Nemzetközi | Nemzetközi | Összesen | Összesen |
| Klub                      | Szezon   | Bajnokság          | Mérk.     | Gólok     | Mérk. | Gólok | Mérk.      | Gólok      | Mérk.    | Gólok    |
| ------------------------- | -------- | ------------------ | --------- | --------- | ----- | ----- | ---------- | ---------- | -------- | -------- |
| Szuvon Samsung Bluewings  | 2020     | K1 League          | 0         | 0         | 0     | 0     | 2          | 0          | 2        | 0        |
| Szuvon Samsung Bluewings  | 2021     | K1 League          | 28        | 6         | 1     | 0     | —          | —          | 29       | 6        |
| Szuvon Samsung Bluewings  | Összesen | Összesen           | 28        | 6         | 1     | 0     | 2          | 0          | 31       | 6        |
| Grasshoppers (kölcsönben) | 2021–22  | Swiss Super League | 6         | 0         | 0     | 0     | —          | —          | 6        | 0        |
| Grasshoppers (kölcsönben) | 2022–23  | Swiss Super League | 7         | 0         | 2     | 0     | —          | —          | 9        | 0        |
| Grasshoppers (kölcsönben) | Összesen | Összesen           | 13        | 0         | 2     | 0     | 0          | 0          | 15       | 0        |
| Minnesota United          | 2023     | MLS                | 12        | 1         | 3     | 0     | —          | —          | 15       | 1        |
| Összesen                  | Összesen | Összesen           | 53        | 7         | 6     | 0     | 2          | 0          | 61       | 7        |

### A válogatottban
| Válogatott | Év       | Pályára lépés | Gól |
| ---------- | -------- | ------------- | --- |
| Dél-Korea  | 2021     | 1             | 1   |
| Összesen   | Összesen | 1             | 1   |

#### Góljai a válogatottban
| # | Időpont         | Helyszín                          | Ellenfél  | Gólok | Eredmény | Kiírás               |
| - | --------------- | --------------------------------- | --------- | ----- | -------- | -------------------- |
| 1 | 2021. június 9. | Kojang Stadion, Kojang, Dél-Korea | Srí Lanka | 5–0   | 5–0      | 2022-es VB-selejtező |